# セス・ハルボーセン
セス・マイケル・ハルボーセン（Seth Michael Halvorsen, 2000年2月18日 - ）は、 アメリカ合衆国イリノイ州シカゴ出身のプロ野球選手（投手）。右投右打。MLBのコロラド・ロッキーズ所属。

## 経歴

### プロ入り前
2018年のMLBドラフト30巡目（全体904位）でミネソタ・ツインズから指名されたが、この時は契約せずにミズーリ大学コロンビア校へ進学した。大学進学後の2019年には右肘のトミー・ジョン手術を受けている。
2021年のMLBドラフト19巡目（全体565位）でフィラデルフィア・フィリーズから指名されたが、この時も契約しなかった。

### プロ入りとロッキーズ時代
テネシー大学へ転学後の2023年、MLBドラフト7巡目（全体202位）でコロラド・ロッキーズから指名され、プロ入り。契約後、傘下のルーキー級アリゾナ・コンプレックスリーグ・ロッキーズでプロデビュー。A+級スポケーン・インディアンスとAA級ハートフォード・ヤードゴーツでもプレーし、3チーム合計で13試合に登板して2勝0敗、防御率2.70、13奪三振を記録した。
2024年、マイナーではAA級ハートフォードとAAA級アルバカーキ・アイソトープスでプレーし、2チーム合計で41試合に登板して5勝2敗9セーブ、防御率4.47、56奪三振を記録した。8月30日にメジャー契約を結んでアクティブ・ロースター入りし、同日のボルチモア・オリオールズ戦でメジャーデビュー。この年メジャーでは12試合に登板して2勝1敗2セーブ、防御率1.46、13奪三振を記録した。

## 投球スタイル
フォーシームは100mph超えを計測するなど、力でねじ伏せる投球を身上とするパワーピッチャーである。変化球では落ちる球を持つが、チェンジアップまたはスピードがあるため媒体によってはスプリッターと分類されている。

## 詳細情報

### 年度別投手成績
| 年 度    | 球 団    | 登 板 | 先 発 | 完 投 | 完 封 | 無 四 球 | 勝 利 | 敗 戦 | セ 丨 ブ | ホ 丨 ル ド | 勝 率 | 打 者 | 投 球 回 | 被 安 打 | 被 本 塁 打 | 与 四 球 | 敬 遠 | 与 死 球 | 奪 三 振 | 暴 投 | ボ 丨 ク | 失 点 | 自 責 点 | 防 御 率 | W H I P |
| -------- | -------- | ----- | ----- | ----- | ----- | -------- | ----- | ----- | -------- | ----------- | ----- | ----- | -------- | -------- | ----------- | -------- | ----- | -------- | -------- | ----- | -------- | ----- | -------- | -------- | ------- |
| 2024     | COL      | 12    | 0     | 0     | 0     | 0        | 2     | 1     | 2        | 2           | .667  | 46    | 12.1     | 8        | 2           | 2        | 0     | 1        | 13       | 0     | 1        | 3     | 2        | 1.46     | 0.81    |
| MLB：1年 | MLB：1年 | 12    | 0     | 0     | 0     | 0        | 2     | 1     | 2        | 2           | .667  | 46    | 12.1     | 8        | 2           | 2        | 0     | 1        | 13       | 0     | 1        | 3     | 2        | 1.46     | 0.81    |

- 2024年度シーズン終了時

### 背番号
- 54（2024年 - ）